# Patate et le Jardin potager
 (novembre 2014).
Si vous disposez d'ouvrages ou d'articles de référence ou si vous connaissez des sites web de qualité traitant du thème abordé ici, merci de compléter l'article en donnant les références utiles à sa vérifiabilité et en les liant à la section « Notes et références ».
Patate et le Jardin potager (titre anglais, Spud and the vegetable garden, titre breton : Patoenn hag al lirozh) est un court métrage d'animation français de 26 minutes réalisé par Damien Louche-Pélissier et Benoît Chieux pour le studio Folimage, sorti en 2000. Il est considéré, parmi les œuvres de Folimage, comme un classique de l'animation pour la télévision,.
Scénario de Benoit Chieux, Damien Louche-Pélissier et Cami di Francesco. La musique du film est de Serge Besset, et le décor est de Benoît Chieux. Création graphique de Damien Louche-Pélissier.

## Distinctions
Ce film a gagné 3 prix Pulcinella au 5e festival international d'animation de télévision Cartoons on the Bay à Positano, Italie en 2001 :
- Pulcinella du meilleur programme de l'année
- Pulcinella du meilleur film de télévision
- Pulcinella du meilleur programme européen

Meilleur film pour enfants au Festival international d'animation de Melbourne, Australie en 2002.
Il est diffusé aux festivals :
- Festival de cinéma des 5 continents de 2014 à Genève, Suisse[8]

## Synopsis
Un jardinier prend quelques légumes dans son jardin potager. Certains légumes restant s'inquiètent de la disparition des autres et demandent à Patate de trouver où ils ont pu passer. Ils ignorent que les légumes sont de la nourriture pour humains.

## Fiche technique
- Dessin animé, 26 minutes, couleur[9],[10].
- Réalisateurs : Damien Louche-Pélissier, Benoît Chieux ;
- Scénaristes : Benoît Chieux, Damien Louche-Pélissier, Cami Di Francesco ;
- Character design : Damien Louche-Pélissier
- Décors : Benoît Chieux
- Compositing : Patrick Tallaron
- Montage : Hervé Guichard
- Direction sonore : Loïck Burkhardt
- Musique : Serge Besset
- Production : Jacques-Rémy Girerd, Patrick Eveno
- Voix : Jean-Pierre Yvars, Françoise Monneret

## Télédiffusions
- Piwi+, 26 octobre 2013[11], 22 mars 2015[9] ;
- Paris Première [12] ;
- France 5 dans Zouzous[13]

### Du même sujet
- Sausage Party